# Racismo em Portugal
O racismo em Portugal caracteriza-se pela discriminação, difamação e injúria, em território nacional, de pessoas com base na sua cor de pele e etnia. Enquadra-se igualmente nesta categoria a ameaça, a violência ou a incitação à violência e ao ódio, motivados por razões raciais. Em Portugal tais condutas configuram crime conforme estipula o Código Penal Português, punível com pena de seis meses a cinco anos de prisão.
Não obstante o facto de constituir um ilícito que, em caso de condenação, pode comportar pena de prisão, tanto as acusações como as condenações são raras.
Segundo relatório da União Europeia, de 2018, entre 12 países europeus analisados, Portugal foi o país que apresentou as menores taxas de violência e de vitimização motivadas por racismo. No mesmo ano, o primeiro após a ratificação do Protocolo n.º 12 da Convenção Europeia dos Direitos Humanos, os crimes por discriminação étnica ou racial constituíram 38% das denúncias por discriminação, seguidas de 22,3% com base na nacionalidade, e 21,8% de discriminação pela cor da pele. A expressão mais referida nas queixas apresentadas foi "etnia cigana", compreendendo 32% das queixas.
Desde a década de 1980 que Portugal assiste a uma vaga migratória para o seu território, principalmente de África, da América do Sul e da Europa de Leste. Devido a alguma mão de obra barata e/ou ilegal, há uma tendência para generalizar e associar as populações de imigrantes à criminalidade. Segundo um estudo, os negros e os ciganos são as maiores vítimas do racismo em Portugal.
De acordo com os resultados de um inquérito do European Social Survey (ESS), 62% dos portugueses possuem crenças de teor racista. Em 2022 e 2023 Portugal registou o maior número de sempre de queixas por discriminação e crimes de ódio, sendo os brasileiros os mais visados.

## Lei portuguesa
A Constituição da República Portuguesa estabelece a igualdade de direitos, liberdades e garantias de todos os cidadãos: "ninguém pode ser privilegiado, beneficiado, prejudicado, privado de qualquer direito ou isento de qualquer dever em razão de ascendência, sexo, raça, língua, território de origem, religião, convicções políticas ou ideológicas, instrução, situação económica, condição social ou orientação sexual."
Em 2017, Portugal ratificou o Protocolo n.º 12 da Convenção Europeia dos Direitos Humanos, incluindo na lei uma proibição global da discriminação, e reforçando a legislação já existente contra os crimes de ódio. Do mesmo modo, o Alto Comissariado para as Migrações obteve poderes de investigação, e as competências da Comissão para a Igualdade e contra a Discriminação Racial foram alargadas. O Código Penal Português prevê atualmente uma pena entre seis meses e cinco anos de prisão relativa à execução de ações violentas em contexto de racismo, assim como a difamação, injúria, ameaça ou incitação à violência e ao ódio, o mesmo se aplicando a outras formas de discriminação, como a xenofobia. Para que haja procedimento criminal, basta que qualquer pessoa denuncie o crime, ou que o Ministério Público dele tome conhecimento.

### Legislação sobre racismo no desporto
Caso ocorram ações durante eventos desportivos, como jogos de futebol, a infração pode ser registada e punida com multa entre mil e dez mil euros. Além disso, dependendo da gravidade da situação, pode ainda ser determinada a proibição de entrada em locais desportivos por um período de até dois anos.
A 20 de outubro de 2022, o Governo português aprovou em Conselho de Ministros, a proposta de Lei que estabelece o regime jurídico de segurança e combate ao racismo, à xenofobia e à intolerância nos espetáculos desportivos, alterando a Lei n.º 39/2009. As alterações envolvem 14 grandes medidas, simplificando os requisitos dos regulamentos de segurança para instalações desportivas não especiais, correspondentes a cerca de 90% das instalações do País. Foi instituída a figura do Gestor de Segurança, representante do promotor do espetáculo desportivo, responsável por assumir a proteção e segurança dos espectadores. Passa igualmente a ser permitido que em determinadas circunstâncias passe a ser possível responsabilizar os clubes pelo comportamento dos adeptos na situação de visitantes, prevendo também que as eventuais medidas de interdição passem ser aplicadas a todas as modalidades e não apenas à modalidade relacionada com o ato da infração. Os organizadores das competições passam a estar obrigados a incluir nos seus regulamentos sanções disciplinares associadas à prática dos atos de promoção ou incitamento ao racismo, xenofobia ou intolerância nos espetáculos desportivos.Foi ainda tipificada a promoção da violência, do racismo, da xenofobia, da intolerância ou do ódio, permitindo à Autoridade para a Prevenção e o Combate à Violência no Desporto sancionar estes comportamentos, prevendo que os recintos desportivos de competições profissionais ou não profissionais consideradas de risco elevado passem a ter de garantir lugares para pessoas de mobilidade reduzida nos setores visitados e visitante.

## Grupos discriminados

### Povo brasileiro
Os brasileiros são a nacionalidade mais visada pela discriminação em Portugal. Segundo pesquisa de 2009, 44% dos 64 mil brasileiros que residiam legalmente em Portugal teriam sofrido algum tipo de discriminação nos últimos 12 meses.
Segundo pesquisa de 2007, 71,9% dos brasileiros que vivem em Portugal relataram ter presenciado preconceito contra brasileiros no país. 45,3% disseram haver "bastante" preconceito contra brasileiros e 26,6% disseram haver "algum". Apenas 19,3% afirmaram não haver "nenhum". 34,5% dos brasileiros entrevistados afirmaram que eles próprios foram vítimas de preconceito por parte de portugueses e 65,3% disseram que nunca o foram. Entre os que sofreram preconceito, relatam-se maiores dificuldades em conseguir comprar ou alugar um imóvel, insultos no ambiente de trabalho e tratamento diferenciado quando começam a falar e percebem o sotaque brasileiro. As mulheres brasileiras são as que mais reclamam de preconceito em Portugal, pois há uma associação entre mulher brasileira e a prostituição no país. Segundo um estudo, tem havido um processo de "racialização" da mulher brasileira em Portugal, no qual se lhe atribui estereótipos biológicos (corpo exuberante, beleza) e comportamentais (falta de pudor, disponibilidade sexual).
Quase 70% dos portugueses acham que os brasileiros têm contribuído para a prostituição em Portugal, embora a maioria das mulheres brasileiras que moram no país estejam empregadas nos setores do comércio, das limpezas e da hotelaria. 52,8% acham que, em geral, os brasileiros não são bem educados; não são bons profissionais (68,7%), competentes e cumpridores (70%)
nem tampouco sérios e honestos (74,3%). Por outro lado, 74,7% dos portugueses acham os brasileiros alegres e bem dispostos; simpáticos e de trato fácil (63,2%)
O racismo contra brasileiros em Portugal não é diretamente ligado à cor da pele ou à etnia, pois os estereótipos atingem inclusive quem é filho de português. Há, portanto, um processo de "racialização" do brasileiro em Portugal, não ligado à ideia de cor da pele ou ancestralidade, mas à da nacionalidade, no qual a mulher brasileira é vista como uma prostituta e o homem brasileiro como um ladrão.
De acordo com dados do Serviço de Estrangeiros e Fronteiras divulgados a 20 de setembro de 2023, residiam em Portugal cerca de 400 mil brasileiros, dados esses incompletos pois não incluíam os brasileiros sem documentos ou com dupla cidadania. Já segundo declarações em abril de 2024 ao jornal “Público”, o então presidente da AIMA, Luís Goes Pinheiro, estimava que até ao fim de 2024 o número de brasileiros a residir em Portugal rondaria os 500 mil. Em 7 anos (de 2017 a 2024) registou-se um aumento de 332% no número de imigrantes brasileiros. O número de denúncias de xenofobia contra imigrantes do Brasil cresceu 505% nos últimos anos.
O racismo que acomete brasileiros a residir em Portugal está a servir como um dos incentivos ao retorno de muitos brasileiros ao Brasil.

### Povo africano

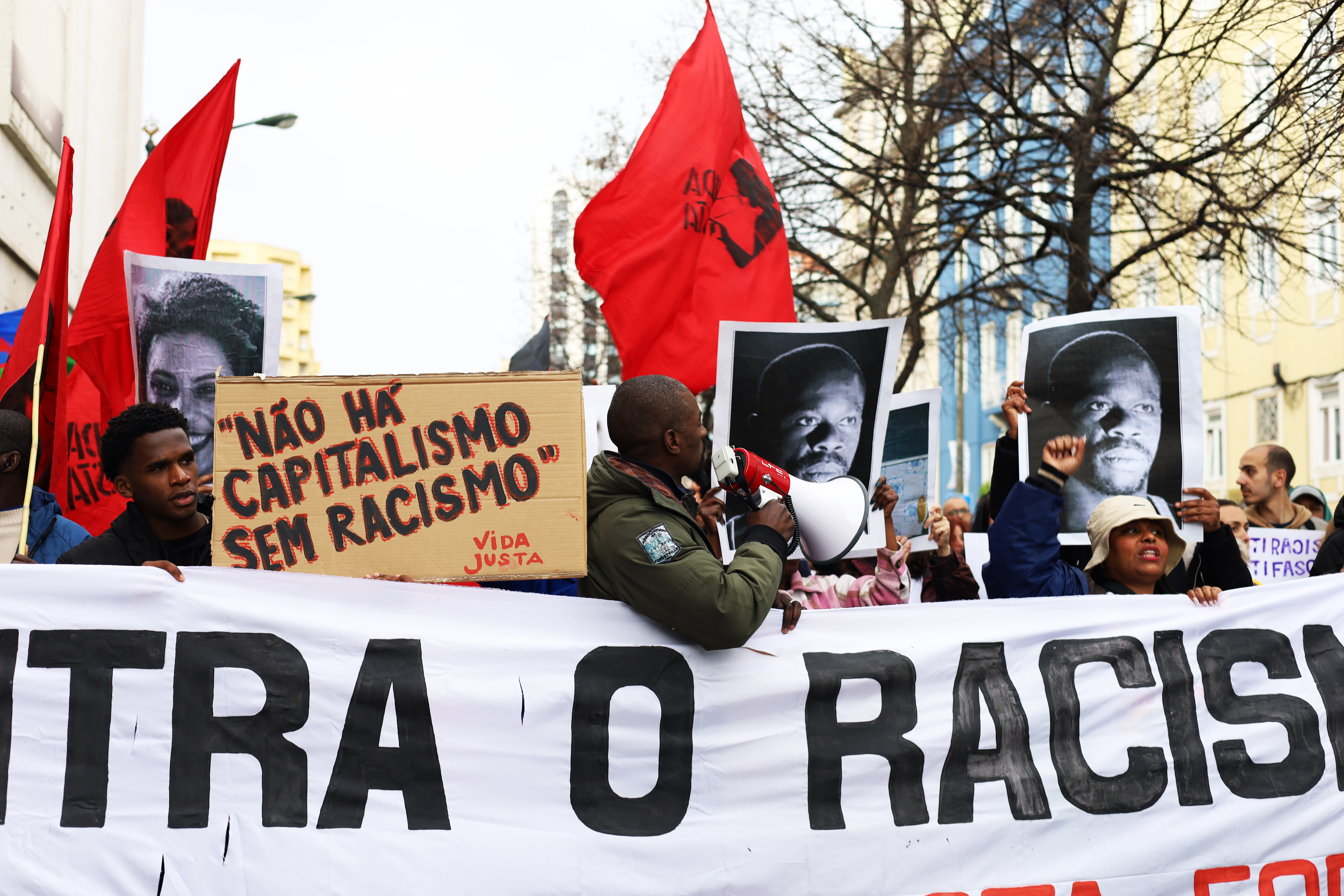
Manifestação anti-racista com cartazes acerca do assassínio de Bruno Candé, vítima de crime de ódio

Mais do que a nacionalidade, é a cor da pele de africanos provenientes da África Subsariana o principal componente para a discriminação. Segundo a ONU, há um racismo "subtil" em Portugal. Os africanos e descendentes encontram-se sub-representados nos processos de tomada de decisão política e institucional. O seu acesso à educação, aos serviços públicos e ao emprego é limitado. Uma das críticas da ONU reside no facto de que, em Portugal, a história do passado colonial é contada de forma "inexata" nas escolas e tem-se a ideia de que "o racismo não é um problema em Portugal".
Alguns dos casos mais mediáticos de racismo em Portugal aconteceram contra as comunidades afro-descentes, tais como o assassinato de Bruno Candé, assassinato de Alcino Monteiro ou o caso de Claudia Simões.

### Povo cigano
Estão também amplamente documentadas práticas racistas de lojistas e proprietários do pequeno comércio em relação a indivíduos de etnia cigana. Segundo os antropólogos José Bastos, Susana Bastos e Fátima Morão, "os ciganos portugueses permanecem com a mais grave e escandalosa de todas as situações de racismo e xenofobia". De acordo com o antropólogo José Pereira Bastos, "mais de 80% dos portugueses têm atitudes racistas com ciganos". Os ciganos são particularmente associados à criminalidade em Portugal.
A 6 de outubro de 2023, Rondão de Almeida, autarca eleito de Elvas, numa cerimonia de lançamento da Estratégia Local de Habitação de Elvas disse, após ser acusado pela oposição de apresentar 60 fogos para a população cigana: «Meus caros amigos, se o pessoal da etnia cigana for capaz de apresentar um contrato de trabalho e, nesse contrato de trabalho, se verificar que tem rendimentos para poder pagar uma renda acessível, estaremos abertos. Duvido é que apareça alguém, neste caso da etnia, com contrato de trabalho para poder ir para aquilo que hoje vai ser inaugurado». Nesta cerimonia estava também presente a Ministra da Habitação à data, Mariana Gonçalves, que não interferiu nem contestou as palavras do autarca. As associações ciganas e o SOS Racismo acusaram o autarca de reforçar também o estereótipo de que os ciganos não trabalham.
Estima-se que a comunidade cigana seja a mais segregada em Portugal. Em 2011, escolas públicas, de três agrupamentos diferentes, da cidade de Beja recusaram-se a dar aulas a cerca de 70 crianças de etnia cigana do Bairro das Pedreiras. No ano letivo anterior, as crianças foram obrigadas a ter aulas no quartel militar.

## Crescimento de ideologias racistas
Tem-se observado, concomitantemente com o aumento da imigração em Portugal, a um considerável crescimento de crenças de teor racista. Em 2021 a comunidade africana foi uma das mais afectadas pela discriminação que se encontra em franco crescimento. Entre os motivos de tal aumento está a possível correlação entre o incremento da criminalidade geral e a imigração, assim como o medo de uma mudança cultural e demográfica, caracterizado pelo receio do aumento do número de imigrantes não-europeus em detrimento dos nativos. 
Segundo dois estudos, um da GNR e outro no âmbito do instituto superior da PSP, a percentagem de estrangeiros nas cadeias portuguesas tem vindo a aumentar, constituindo, no final de 2023, 16,7% da população prisional, estando acima da representatividade dos estrangeiros na população residente em Portugal, que ronda os 10%. Tal discrepância, assim como o facto de a maioria dos estrangeiros presos serem oriundos principalmente de países africanos pertencentes à comunidade PALOP e do Brasil, pode estar a fomentar sentimentos de natureza racista e xenófoba.
Alguns dos grupos ideológicos mais ativos em território português, como o Grupo 1143 e o movimento Reconquista, aludem às teorias de conspiração A Grande Substituição e o Plano Kalergi, que alegam que existe um plano coordenado que visa substituir os europeus por povos extra-europeus através da imigração em massa, assim como um intuito de misturar brancos com outras raças, levando assim ao desaparecimento do povo branco, como parte das crenças que motivam o seu ativismo. Em drástico contraste com movimentos racistas do passado, os atuais atraem jovens instruídos, com formação académica e dotados de boa retórica, qualidades essas que aumentam a adesão e o crescimento de tais grupos. Outras crenças que integram o leque ideológico de movimentos racistas em crescimento incluem a convicção de que a miscigenação é perniciosa, que existem culturas superiores a outras e que, por conseguinte, o multiculturalismo, ou seja, diversos povos e culturas a coexistirem no mesmo espaço geográfico, é indesejável, assim como a aversão a determinadas religiões.
Existe informação de que estes grupos já estejam a operar na esfera de influência de partidos políticos com assento parlamentar, como é o caso do Chega. Em janeiro de 2025, André Ventura, presidente do Chega, numa imagem partilhada nas redes sociais na qual propunha a remigração de imigrantes ilegais, fez alusão ao Grupo 1143 e ao movimento Reconquista. Quando questionado, o líder do Chega desvalorizou a associação que o próprio fez ao neonazi Mário Machado e ao movimento liderado por Afonso Gonçalves.

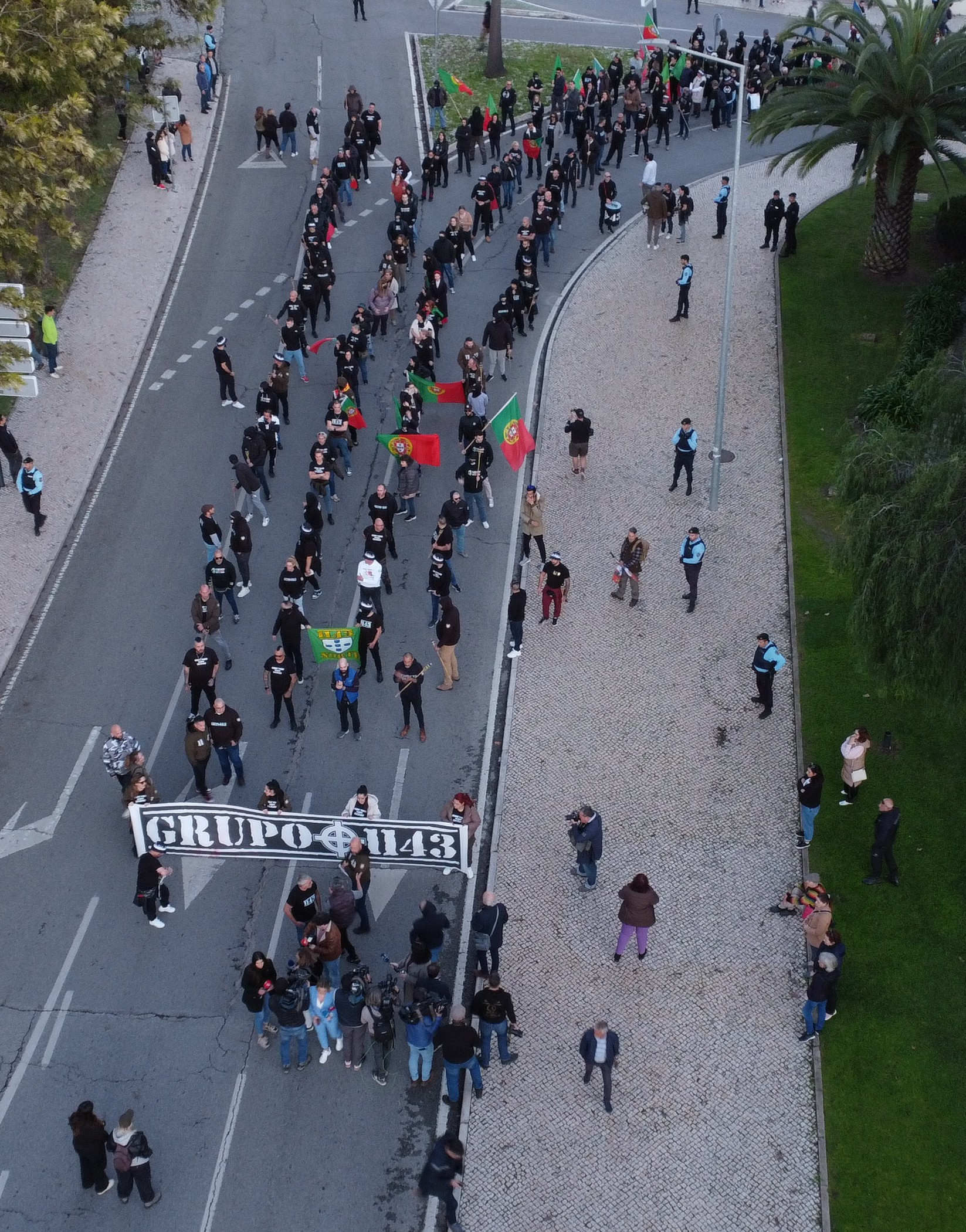
Manifestação do Grupo 1143 em Albufeira, no Algarve, em fevereiro de 2025. O fundamento do protesto é a alegada associação entre imigração e criminalidade.

Segundo a investigadora Thaís França, do Centro de Investigação e Estudos de Sociologia do ISCTE, os grupos anti-imigração em Portugal estão cada vez mais organizados, tanto nos movimentos sociais como na esfera política, embora ainda careçam da força e visibilidade que caracterizam os seus homólogos em outros países europeus. Thaís França considera o crescimento destes movimentos como inevitável, levando em conta o aumento contínuo do fluxo migratório e o choque cultural que advém da interação entre povos e culturas díspares. Afirma ainda que entre os motivos alegados para justificar sentimentos anti-imigração se encontra o medo de perda da identidade nacional à medida que culturas alógenas ganham expressividade na sociedade portuguesa.
Um inquérito levado a cabo pela Fundação Francisco Manuel dos Santos baseado em entrevistas conduzidas a 1.072 cidadãos maiores de idade, residentes em Portugal e de nacionalidade portuguesa à nascença, revelou que 68% dos inquiridos acredita que Portugal tem políticas de imigração excessivamente permissivas e que o país beneficiaria com uma política que dificultasse a entrada de estrangeiros. O estudo concluiu ainda que os portugueses preferem imigração de países ocidentais. Ainda dois terços dos entrevistados afirmaram que creem que a imigração descontrolada contribui para o aumento da criminalidade e salários mais baixos. Os imigrantes do subcontinente indiano foram os mais repudiados pelos inquiridos, sendo que os investigadores destacaram-nos como sendo alvo de "forte oposição". Os entrevistados asseveraram querer menos imigração desta região. Os brasileiros foram, apenas atrás dos imigrantes do subcontinente indiano, os que mais suscitaram pareceres negativos, com 51% dos inquiridos a informarem que querem uma menor presença brasileira em Portugal. O estudo demonstrou também que 58,9% dos portugueses consideram os brasileiros um pouco diferente deles e 24,5% como muito diferentes. Ainda 37,7% dos entrevistados veem desvantagem na presença de brasileiros em Portugal. A professora Joana Angélica, doutora em ciência da educação, em declarações ao jornal Público, acredita que tais sentimentos existem porque “há um certo temor dos cidadãos lusos de perderem a identidade cultural”.
Uma pesquisa conduzida pela Casa do Brasil de Lisboa, como parte do projeto Migramyths, demonstrou que o discurso de ódio tem vindo a aumentar, nomeadamente na internet e nos serviços públicos, sendo os brasileiros os mais acometidos. Segundo a mesma, 79,8% dos imigrantes residentes em Portugal afirmaram ter sido vitimados pelo discurso de ódio. 32,4% das pessoas inquiridas alegaram ter sofrido preconceito nas redes sociais. Outras 20,9% afirmaram ter sido alvo de demonstrações de intolerância nos serviços públicos, sendo os centros de saúde os locais onde a discriminação mais se fez sentir. O relatório conclui que "Assim como ocorreu em outros países, Portugal tem vivenciado um aumento na polarização política e maior politização das migrações. Movimentos populistas e extremistas têm explorado temas como religião e identidade nacional, gerando debates desinformados e, muitas vezes, discursos de ódio direcionados às pessoas migrantes".
Ainda sobre o crescimento dos movimentos racistas mais recentes, a Unidade Nacional Contraterrorismo da Polícia Judiciária (PJ) comentou que «Esta é uma juventude mais instruída, bem-pensante e de estratos sociais mais elevados que, apesar de ainda pouco numerosa, dinamiza ações e ganhou força nos últimos anos. No fundo, apresentam-se como guardiões da identidade étnica e cultural portuguesa, protagonizam um novo extremismo de direita sem violência física, e onde as ideologias de matriz fascista e nazi estão lá, mas foram alvo de operação cosmética». Os Serviços Secretos, assim como a Polícia Judiciária, advertiram, numa versão provisória do Relatório Anual de Segurança Interna de 2024, para o facto de existirem "líderes carismáticos", com uma presença online marcante, a atrair e radicalizar jovens para a extrema-direita. Segundo as autoridades, esses líderes chefiam "novos movimentos nacionalistas de extrema-direita" vistos como mais aliciantes que as tradicionais e estigmatizadas organizações neonazis ou de supremacia branca.

## Propostas para combater o discurso de ódio
Com vista a colmatar o aumento exponencial do racismo e do discurso de ódio, várias entidades e personalidades, desde ONGs a políticos e ministros, têm vindo a propor uma revisão do artigo 240.º do Código Penal, com o intuito de agravar as punições previstas no mesmo. O advogado, professor universitário e político António Garcia Pereira, defende que, para melhor providenciar apoio às vítimas de racismo, o incitamento ao ódio deve ser considerado crime público. Margarida Balseiro Lopes, Ministra da Juventude e Modernização do XXIV Governo Constitucional de Portugal, afirmou, em relação ao discurso de ódio, ser "fundamental sensibilizar a sociedade e sermos implacáveis em relação a este tipo de discurso", tendo também asseverado que ponderava avaliar a legislação em vigor para "ir de encontro às necessidades", especialmente levando em conta o facto de, comforme atesta a Ordem dos Advogados, ser difícil provar, em tribunal, um crime de ódio. Segundo a dirigente da CDHOA, um crime de ódio "Nomeadamente tem que ser praticado em lugar público, e não privado, e tem de ter ameaças, injúrias, difamações, enfim, condutas violentas feitas através de um meio que permite a divulgação", o que cria uma "série de requisitos que depois torna difícil a aplicação prática do ilícito criminal". A ministra informou que, a despeito de tais medidas, não almeja a censura, visto que "é importante compatibilizar vários direitos, porque nós também não queremos reinstituir a censura".
Já segundo a dirigente do SOS Racismo, Joana Cabral, "O discurso de ódio deve ser crime sempre", independentemente "do meio em que é expresso", já que em algumas circunstâncias a legislação contempla tais casos como contraordenações, agregando ainda que "O que vamos percebendo é que, muitas vezes, a penalização dos comportamentos de ódio, de racismo, de xenofobia e que incluem o discurso de ódio online não têm consequências que sejam dissuasoras para o futuro", relembrando que, não obstante, "Nós levamos muito a sério a liberdade de expressão, ela é muito necessária". 
Apesar dos crescentes incentivos a uma criminalização do discurso de ódio, o apelo não é consensual e divide juristas. Os advogados Francisco Teixeira da Mota e Leonor Caldeira teceram críticas a um possível agravamento penal do incitamento ao ódio. Conforme afirmou Francisco Teixeira da Mota à Lusa, "Não vejo necessidade de mais regulamentação legal. Mais do que preocupar-me com o discurso de ódio, preocupa-me o ódio ao discurso", referindo-se ao “excesso de combate” a quem pensa de forma diferente. Como adendo, disse "O discurso de ódio não pode ser entendido como pretender, censurar ou impedir que as pessoas sejam desagradáveis, sejam injustas, sejam estúpidas, sejam ordinárias. Isso incomoda-me porque entramos num campo de censura que é grave", afirmou o advogado que é também autor do livro “A liberdade de expressão em tribunal”. No entendimento de Teixeira da Mota, o "discurso de ódio tem de ser entendido só quando há um incitamento à violência inequívoca, um incitamento com um risco real ou que as afirmações ponham em causa a dignidade da pessoa visada ou do grupo visado".
A 10 de Dezembro de 2024, um grupo constituído por 81 colectivos anti-racistas, denominado "Grupo de Ação Conjunta contra o Racismo e a Xenofobia", apresentou à Assembleia da República uma iniciativa legislativa cidadã que pretende que o Código Penal seja alterado, reforçando "a tutela penal para todas as formas de discriminação, garantindo uma resposta completa, eficaz e proporcional à gravidade das condutas discriminatórias". Segundo o colectivo anti-racista, "Esta medida contribuirá para travar, de forma decisiva, o combate cultural e civilizacional contra a discriminação e contra o racismo, impondo a responsabilização penal adequada e protegendo os valores fundamentais da igualdade e da dignidade humana."